# Овиновщина
 Овиновщина — деревня в Смоленской области России, в Сафоновском районе. Население – 5 жителей (2007 год). Расположена в центральной части области в 14 км к северо-западу от Сафонова, в 2 км севернее автомагистрали М1 «Беларусь», на правом берегу Днепра. Входит в состав Николо-Погореловского сельского поселения.

## История
В прошлом село Духовщинского уезда принадлежавшее Энгельгардтам.
В 1734 году ротмистром Энгельгардтом Андреем Сергеевичем была построена деревянная церковь Рождества Богородицы.
В 1763 году полковником Энгельгардтом Николаем Андреевичем была построена каменная церковь Преображения.
Владельцами усадеб в Овиновщине были также Белкины и князья Урусовы.